# 松本隆司
松本 隆司（まつもと りゅうじ、1928年 - 2022年3月7日）は、日本の録音技師。東京府出身。山田洋次監督「男はつらいよ」シリーズのほとんどの調音を担当している。1989年から1998年の間、日本映画・テレビ録音協会理事長を務める。また、日本映画学校に於いて多数の後進の育成に努めた。

## 主な作品

### 映画作品
1962年
- 『山河あり』
- 『かあちゃん長生きしてね』

1964年
- 『馬鹿まるだし』
- 『いいかげん馬鹿』

1965年
- 『あねといもうと』
- 『雪国』
- 『おしゃべりな真珠』
- 『暖春』

1966年
- 『涙の連絡船』
- 『男の魂』

1967年
- 『愛の讃歌』
- 『喜劇一発勝負』

1968年
- 『ハナ肇の一発大冒険』
- 『ケメ子の唄』
- 『怪談残酷物語』
- 『吸血鬼ゴケミドロ』
- 『スクラップ集団』
- 『[コント55号と水前寺清子の神様の恋人』

1969年
- 『夕月』
- 『日も月も』
- 『永訣』
- 『喜劇・一発大必勝』
- 『結婚します』
- 『殺すまで追え』
- 『でっかいでっかい野郎』
- 『猛烈社員 スリゴマ忍法』
- 『夕陽の恋人』
- 『喜劇・大激突』
- 『コント55号と水前寺清子のワン・ツウー・パンチ 三百六十五歩のマーチ』
- 『男はつらいよ』
- 『海はふりむかない』
- 『喜劇・女は度胸』
- 『わが恋わが歌』
- 『続・男はつらいよ』
- 『いつか来るさよなら』
- 『チンチン55号ぶっ飛ばせ！出発進行』

1970年
- 『戦いすんで日が暮れて』
- 『新・男はつらいよ』
- 『夕陽が呼んだ男』
- 『喜劇・満願旅行』
- 『影の車』
- 『喜劇・男は愛敬』
- 『風の慕情』
- 『三度笠だよ人生は』
- 『男はつらいよ 望郷篇』
- 『仁鶴・可朝・三枝の男三匹やったるでえ!』
- 『家族』
- 『喜劇・体験旅行』
- 『コント55号と水前寺清子の大勝負』

1971年
- 『やるぞみておれ為五郎』
- 『内海の輪』
- 『喜劇・開運旅行』
- 『めまい』
- 『花も実もある為五郎』
- 『喜劇・女は男のふるさとヨ』
- 『愛と死』
- 『喜劇・女生きてます』
- 『コント55号とミーコの絶体絶命』
- 『人間標的』
- 『喜劇・夜光族』
- 『可愛い悪女』

1972年
- 『初笑いびっくり武士道』
- 『生まれ変わった為五郎』
- 『可愛い悪女 殺しの前にくちづけを』
- 『追いつめる』
- 『辻が花』
- 『あゝ声なき友』
- 『喜劇・怪談旅行』
- 『男はつらいよ 柴又慕情』
- 『影の爪』
- 『故郷』
- 『旅の重さ』
- 『喜劇・快感旅行』
- 『女生きてます 盛り場渡り鳥』
- 『男はつらいよ 寅次郎夢枕』

1973年
- 『藍より青く』
- 『同棲時代 -今日子と次郎-』
- 『喜劇・ここから始まる物語』
- 『喜劇・男の泣きどころ』
- 『新・同棲時代 -愛のくらし-』
- 『男はつらいよ 寅次郎忘れな草』
- 『花心中』
- 『野良犬』
- 『しなの川』
- 『ダメおやじ』
- 『塩狩峠』
- 『男はつらいよ 私の寅さん』

1974年
- 『必殺仕掛人 春雪仕掛針』
- 『喜劇・男の腕試し』
- 『しあわせの一番星』
- 『街の灯』
- 『東京ド真ン中』
- 『流れの譜 第一部動乱・第二部夜明け』
- 『愛と誠』
- 『男はつらいよ 寅次郎恋やつれ』
- 『メス』
- 『砂の器』
- 『あした輝く』
- 『男はつらいよ 寅次郎子守唄』

1975年
- 『喜劇・女の泣きどころ』
- 『再会』
- 『三億円をつかまえろ』
- 『想い出のかたすみに』
- 『昭和枯れすすき』
- 『おれの行く道』
- 『男はつらいよ 寅次郎相合い傘』
- 『ザ・ドリフターズ カモだ!!御用だ!!』
- 『童貞』
- 『ブロウアップヒデキ』
- 『同胞』
- 『竹久夢二物語 恋する』
- 『男はつらいよ 葛飾立志篇』

1976年
- 『さらば夏の光よ』
- 『超高層ホテル殺人事件』
- 『凍河』
- 『遺書〜白い少女〜』
- 『撃たれる前に撃て!』
- 『男はつらいよ 寅次郎夕焼け小焼け』
- 『瀬戸はよいとこ 花嫁観光船』
- 『愛と誠 完結篇』
- 『俺たちの詩』
- 『少林寺拳法 ムサシ香港に現る』
- 『男はつらいよ 寅次郎純情詩集』

1977年
- 『錆びた炎』
- 『憧憬』
- 『恋人岬』
- 『季節風』
- 『男はつらいよ 寅次郎と殿様』
- 『幸福の黄色いハンカチ』
- 『男はつらいよ 寅次郎頑張れ!』

1978年
- 『喜劇役者たち 九八とゲイブル』
- 『夜が崩れた』
- 『事件』
- 『男はつらいよ 寅次郎わが道をゆく』
- 『皇帝のいない八月』
- 『鬼畜』
- 『男はつらいよ 噂の寅次郎』

1979年
- 『俺たちの交響楽』
- 『日蓮』
- 『男はつらいよ 翔んでる寅次郎』
- 『衝動殺人 息子よ』
- 『配達されない三通の手紙』
- 『男はつらいよ 寅次郎春の夢』

1980年
- 『遙かなる山の呼び声』
- 『わるいやつら』
- 『男はつらいよ 寅次郎ハイビスカスの花』
- 『父よ母よ!』
- 『震える舌』
- 『男はつらいよ 寅次郎かもめ歌』

1981年
- 『なんとなく、クリスタル』
- 『俺とあいつの物語』
- 『男はつらいよ 浪花の恋の寅次郎』
- 『真夜中の招待状』
- 『男はつらいよ 寅次郎紙風船』

1982年
- 『道頓堀川』
- 『えきすとら』
- 『男はつらいよ 寅次郎あじさいの恋』
- 『疑惑』
- 『男はつらいよ 花も嵐も寅次郎』

1983年
- 『天城越え』
- 『時代屋の女房』
- 『ふしぎな國』
- 『きつね』
- 『男はつらいよ 旅と女と寅次郎』
- 『この子を残して』
- 『迷走地図』
- 『男はつらいよ 口笛を吹く寅次郎』

1984年
- 『彩り河』
- 『ときめき海岸物語』
- 『男はつらいよ 夜霧にむせぶ寅次郎』
- 『男はつらいよ 寅次郎真実一路』
- 『ねずみ小僧怪盗伝』

1985年
- 『危険な女たち』
- 『男はつらいよ 寅次郎恋愛塾』
- 『男はつらいよ 柴又より愛をこめて』

1986年
- 『愛の陽炎』
- 『君は裸足の神を見たか』
- 『新・喜びも悲しみも幾歳月』
- 『キネマの天地』
- 『男はつらいよ 幸福の青い鳥』

1987年
- 『青春かけおち篇』
- 『泣き虫チャチャ』
- 『アイドルを探せ』
- 『二十四の瞳』
- 『男はつらいよ 知床慕情』
- 『男はつらいよ 寅次郎物語』

1988年
- 『父』
- 『椿姫』
- 『ダウンタウン・ヒーローズ』
- 『男はつらいよ 寅次郎サラダ記念日』

1989年
- 『善人の条件』
- 『男はつらいよ 寅次郎の休日』
- 『ハラスのいた日々』
- 『男はつらいよ ぼくの伯父さん』

1990年
- 『男はつらいよ 寅次郎の休日』

1991年
- 『あーす』
- 『息子』
- 『男はつらいよ 寅次郎の告白』

1992年
- 『復活の朝』
- 『男はつらいよ 寅次郎の青春』

1993年
- 『学校』
- 『小津と語る』
- 『男はつらいよ 寅次郎の縁談』
- 『釣りバカ日誌6』

1994年
- 『釣りバカ日誌スペシャル』
- 『男はつらいよ 拝啓車寅次郎様』
- 『釣りバカ日誌7』

1995年
- 『男はつらいよ 寅次郎紅の花』

1996年
- 『美味しんぼ』
- 『宮澤賢治 その愛』
- 『学校II』
- 『虹をつかむ男』

1997年
- 『男はつらいよ 寅次郎ハイビスカスの花 特別篇』
- 『虹をつかむ男　南国奮斗篇』

2001年
- 『青〜chong〜』